# OLR1
OLR1 (англ. Oxidized low density lipoprotein receptor 1) – білок, який кодується однойменним геном, розташованим у людей на короткому плечі 12-ї хромосоми. Довжина поліпептидного ланцюга білка становить 273 амінокислот, а молекулярна маса — 30 959.
| 10         |  | 20         |  | 30         |  | 40         |  | 50         |
| ---------- |  | ---------- |  | ---------- |  | ---------- |  | ---------- |
| MTFDDLKIQT |  | VKDQPDEKSN |  | GKKAKGLQFL |  | YSPWWCLAAA |  | TLGVLCLGLV |
| VTIMVLGMQL |  | SQVSDLLTQE |  | QANLTHQKKK |  | LEGQISARQQ |  | AEEASQESEN |
| ELKEMIETLA |  | RKLNEKSKEQ |  | MELHHQNLNL |  | QETLKRVANC |  | SAPCPQDWIW |
| HGENCYLFSS |  | GSFNWEKSQE |  | KCLSLDAKLL |  | KINSTADLDF |  | IQQAISYSSF |
| PFWMGLSRRN |  | PSYPWLWEDG |  | SPLMPHLFRV |  | RGAVSQTYPS |  | GTCAYIQRGA |
| VYAENCILAA |  | FSICQKKANL |  | RAQ        |  |            |  |            |

A: Аланін

C: Цистеїн

D: Аспарагінова кислота

E: Глутамінова кислота

F: Фенілаланін

G: Гліцин

H: Гістидин

I: Ізолейцин

K: Лізин

L: Лейцин

M: Метіонін

N: Аспарагін

P: Пролін

Q: Глутамін

R: Аргінін

S: Серин

T: Треонін

V: Валін

W: Триптофан

Кодований геном білок за функцією належить до рецепторів. 
Задіяний у таких біологічних процесах, як клітинна адгезія, імунітет, запальна відповідь, альтернативний сплайсинг. 
Білок має сайт для зв'язування з лектинами. 
Локалізований у клітинній мембрані, мембрані.
Також секретований назовні.